# جيريمي روبرتس
جيريمي روبرتس (بالإنجليزية: Jeremy Roberts)‏ (24 نوفمبر 1966 بميدلزبرة في المملكة المتحدة - ) هو لاعب كرة قدم بريطاني في مركز حراسة المرمى. شارك مع منتخب إنجلترا تحت 18 سنة لكرة القدم. أما مع النوادي، فقد لعب مع ليستر سيتي ونادي برينتفورد ونادي غيلينغهام ونادي لوتون تاون ونادي هارتلبول يونايتد وووترفورد يونايتد وميدنهد يونايتد ‏ وويتبي تاون ‏ ودارلينجتون إف سى.

## وصلات خارجية
- جيريمي روبرتس على موقع قاعدة بيانات كرة القدم.إي يو (الإنجليزية)